# کریم مطمور
کریم مطمور (عربی: كريم مطمور؛ زادهٔ ۲۵ ژوئن ۱۹۸۵) یک بازیکن فوتبال اهل فرانسه-الجزایر است.